# رفعت المحجوب
رفعت المحجوب (23 أبريل 1926 - 12 أكتوبر 1990)، رئيس مجلس الشعب المصري الأسبق وعضو في الحزب الوطني الديمقراطي في مصر.

## عن حياته
ولد في مدينة الزرقا في محافظة دمياط  الساحلية شمال مصر حيث تلقي تعليمه، ثم حاز على ليسانس الحقوق من جامعة القاهرة عام 1948، والدراسات العليا في القانون العام من كلية الحقوق والعلوم الاقتصادية بجامعة باريس بفرنسا عام 1950، ودبلوم الدراسات العليا في الاقتصاد من جامعة باريس العام 1951 ودكتوراه الدولة في الاقتصاد من جامعة باريس العام 1953، عاد إلى مصر عقب ثورة 52 حيث تدرج في عدة وظائف في جامعة القاهرة ومنها عميد كلية الاقتصاد والعلوم السياسية العام 1971.

## مناصب تولاها
في عام 1972 اختير من قبل الرئيس محمد أنور السادات فعين بدرجة وزير برئاسة الجمهورية، وتلك كانت بداية عدة مناصب سياسية تقلدها. عين في عام 1975 بدرجة نائب رئيس مجلس وزراء برئاسة الجمهورية، كما انتخب أمينًا للإتحاد الاشتراكي العربي بعام 1975.
وفي 23 يناير 1984 تولى رئاسة مجلس الشعب المصري التي ظل يتولاها حتى اغتياله.

## اغتياله
اغتيل رفعت محجوب بتاريخ 12 أكتوبر 1990 خلال عملية نفذها مسلحون في أعلى كوبري قصر النيل أثناء مرور موكبه أمام فندق سميراميس في القاهرة عندما أطلق على الموكب وابل من الرصاص نتج عنه مصرعه فوراً، ثم هرب الجناة على دراجات بخارية في الإتجاه المعاكس. واتهم فيها أفراد من جماعة الجهاد وحُكم عليهم بالإعدام بعد مرافعة القرن، ولكن بعد النقض لم يتم إعدام المتهمين وحكمت المحكمة على المتهمين بأحكام تتراوح من الأشغال الشاقة لعشر سنوات إلى البراءة، ولا زالت القضيّة غامضة حتى الآن .

## الجوائز
حصل المحجوب علي عدة جوائز وأوسمة رفيعة منها وسام العلوم والفنون من الطبقة الأولى 1963 من قبل الرئيس جمال عبد الناصر ووسام الجمهورية من الطبقة الأولى 1975 من قبل الرئيس أنور السادات وجائزة الدولة التقديرية في العلوم الاجتماعية من المجلس الأعلى للثقافة، عام 1980.